# Pfandbriefgesetz
Das Pfandbriefgesetz (PfandBG) ist ein deutsches Gesetz, das die rechtlichen Grundlagen der Emission von Pfandbriefen regelt.
Das Pfandbriefgesetz löste zum 19. Juli 2005 insbesondere das Gesetz über die Pfandbriefe und verwandten Schuldverschreibungen öffentlich-rechtlicher Kreditanstalten (ÖPG) vom 21. Dezember 1927 (RGBl. I S. 492), das Hypothekenbankgesetz sowie das Schiffsbankgesetz (SchBG) vom 14. August 1933 (RGBl. I S. 583) ab.
In einem Entwurf der Bundesregierung vom Juni 2008 zur Novellierung des Pfandbriefgesetzes war erstmals auch die Besicherung von Flugzeugfinanzierungen vorgesehen. Mit dem Gesetz zur Fortentwicklung des Pfandbriefrechts vom 20. März 2009 (BGBl. I S. 607) wurde dann zum 26. März 2009 der Flugzeugpfandbrief eingeführt (§§ 26a bis 26f PfandBG). Neben einzelnen Maßnahmen zur weiteren Verbesserung der Pfandbriefqualität brachte diese Novelle verwaltungstechnische Erleichterungen, die auf die Pfandbriefsicherheit keine Auswirkungen haben.
Für die Deckung der Pfandbriefe schreibt § 4 Abs. 2 PfandBG vor, dass der jeweilige Gesamtbetrag der im Umlauf befindlichen Pfandbriefe einer Gattung auch in Höhe des Nennwertes jederzeit durch Grundpfandrechte von mindestens gleicher Höhe gedeckt sein muss (Deckungskongruenz). Dies ist durch einen Treuhänder zu überwachen (§ 8 PfandBG).
Aus dem Pfandbriefgesetz sind mehrere Verordnungen abgeleitet worden; für den Fall von Wertermittlungen bei bestimmten Beleihungsgegenständen sind dies die Beleihungswertermittlungsverordnung (BelWertV) vom 12. Mai 2006 (BGBl. I S. 1175), die Schiffsbeleihungswertermittlungsverordnung (SchiffsBelWertV) vom 6. Mai 2008 (BGBl. I S. 851) und die Flugzeugbeleihungswertermittlungsverordnung (FlugBelWertV) vom 20. April 2009 (BGBl. I S. 1036).